# انتخابات الرئاسة النمساوية 1986
انتخابات الرئاسة النمساوية 1986 هي الانتخابات الرئاسية التي جرت في 4 مايو 1986
8 يونيو 1986، لانتخاب رئيس النمسا، فاز بالانتخابات كورت فالدهايم.

## المرشحين
| المرشح           | الحزب | عدد الأصوات |
| ---------------- | ----- | ----------- |
| Otto Scrinzi ‏    |       |             |
| فريدا ميسنر-بلاو |       |             |
| Kurt Steyrer ‏    |       |             |
| كورت فالدهايم    |       |             |